# Bilikis Otunla
Bilikis Otunla (* 12. Juni 1994) ist eine nigerianische Gewichtheberin.
Sie gewann 2010 bei den Jugend- und den Junioren-Afrikameisterschaften in Kairo jeweils Bronze. 2012 gewann sie bei den Afrikameisterschaften in Nairobi die Silbermedaille in der Klasse bis 75 kg. Im selben Jahr wurde sie allerdings beim  IWF Grand Prix – President’s Cup in St. Petersburg bei der Dopingkontrolle positiv auf Nandrolon getestet und vom Weltverband IWF für zwei Jahre gesperrt. Nach ihrer Sperre gewann sie bei den Afrikaspielen 2015 in Brazzaville die Goldmedaille.